# Cátedra
Pour les articles homonymes, voir Catedra.
Cátedra est une maison d'édition espagnole fondée à Madrid en 1973. Il s'agit avec Castalia d'un des principaux éditeurs en matière de littérature espagnole et hispano-américaine classiques et humanistes, particulièrement par le biais de sa collection Letras hispánicas. Ses éditions critiques commentées sont des références reconnues dans les milieux universitaires.